# Артц, Алина Владимировна
Али́на Влади́мировна Артц (род. 5 февраля 1986, Ленинград) — российская певица, телеведущая, актриса, президент музыкального телеканала Europa Plus TV. Исполнительница официальной песни Эстафеты Олимпийского огня «Олимпийский танец».

## Биография
Родилась в Ленинграде. С трёх лет занималась танцами, в том числе и в хореографической школе искусств, по окончании получила квалификацию хореографа-педагога.
Окончила Санкт-Петербургский Государственный Электротехнический университет «ЛЭТИ» им. В. И. Ульянова (Ленина) по специальности «инженер-эколог».
В 2007 году переехала в Москву. В том же году дебютировала на телевидении в качестве ведущей цикла программ НТВ «Дас Ист Фантастиш». С 2009 года солирует в музыкальном проекте ВИА «Сириус». Как вокалистка также работала с DJ-дуэтом «Vengerov & Fedoroff», в том числе на таких площадках, как церемонии RMA MTV и Night Life Awards.
С 2016 по 2018 годы — главный редактор, с 2018 по 2020 годы — генеральный директор, с мая 2020 года — президент музыкального телеканала Europa Plus TV.

## Актёрская карьера
- Телесериал «Сваха» на телеканале (СТС), героиня серии, 2007 год[2];
- Детский киножурнал «Ералаш», серия «Приколисты», 2008 год - Елена Юрьевна, учительница истории[2];
- Телесериал След (телесериал) (Первый канал), героиня серии, 2008 год[2];
- ТВ — проект телеканала СТС «Свадьба твоей мечты», 2008 год;
- Телесериал «220 вольт любви (телесериал)», эпизод, 2009 год[2];
- «Крыша (фильм, 2009)», эпизод, 2009 год[2];
- Телесериал «Потраты», главная героиня;
- Динамическое шоу «ChISo 4102», исполнительница главной роли и вокальных партий, 2012 год;
- «ChISo 4102», главная роль «Девушки-Мечты», музыкальное сопровождение.

## Карьера на телевидении
- 2007 год — ведущая шоу на НТВ «Дас Ист Фантастиш»[4].
- с 2008 года по 2013 год — ведущая прямых эфиров на европейскую аудиторию Фестиваля российской песни «Зелёна гура»[1].
- 2009 год — участница проекта «Мисс Русская Ночь 2009» на канале «Русская Ночь»[4].
- с 2010 года — ведущая Реалити-шоу по смешанным единоборствам «M-1 Fighter» на телеканале «Матч! Боец»[4].
- 2011—2013 годы — ведущая еженедельной программы «Hot Secrets с Алиной Артц» на музыкальном телеканале Europa Plus TV[2];
- с 2012 года — музыкальный посол Europa Plus TV на церемонии Billboard Music Awards.
- 2012 год — ведущая программы «Music Lunch» (прямой эфир на Europa Plus TV).
- 2012 — 2013 годы — ведущая цикла репортажей с церемонии вручения музыкальных наград Billboard Music Awards,
- 2011—2013 годы — цикл репортажей с Europa Plus Live для Europa Plus TV.
- 2013—2014 годы — ведущая программы «Star Secrets с Алиной Артц» на Europa Plus TV. Гости студии — звёзды мирового шоу-бизнеса: Christina Aguilera, Tiësto, Fatboy Slim, Steve Aoki, Loverush UK!, Marlon Roudette и другие.
- 2015—2016 годы — ведение и участие в XXIV, XXV Международном фестивале искусств «Славянский базар в Витебске».
- 2015 год — ведущая тематического авторского музыкального чарта программы «Top chArtts» на Europa Plus TV.
- 2016 — 2017 годы — ведущая рубрики «Утро Бьюти» в программе «Новое Утро» на НТВ.

## Карьера певицы
Алина Артц была вокалисткой DJ-проекта «Vengerov & Fedoroff», а также солисткой группы ВИА «Сириус».
- С 2011 года — сольная карьера певицы.
- 2012 год — выход дебютного альбома «Танцуй, чтобы жить!». Режиссером Аланом Бадоевым сняты 3 клипа на композиции «Прекрасная Ложь», «LA» и «Не убежать».
- 2013 год — выходит музыкальная трилогия «Music Story», композиции «Со мной по-другому нельзя», «Самая яркая звезда» и «Hit The Red Light». Видео снял режиссер Константин Черепков.
- 2013 год — выход композиции «Hit The Red Light». Сингл вошел в топ-40 самых ротируемых треков на американском радио и попал в Media Base Top-40, Hot 100 Chart, Hot AC40 Main Chart, Hot AC40 Indie Chart, America’s AC Music Chart.
- 2014 год — исполнила официальную песню Эстафеты Олимпийского огня «Олимпийский танец».
- 2015 год — выход сингла «Танцуй, моя девочка».

## Эстафета Олимпийского огня
В 2013 году после участия в отборочном музыкальном конкурсе и победы в нём певица Алина Артц стала официальным голосом Эстафеты Олимпийского Огня «Сочи-2014». Первое выступление Алины Артц с песней «Олимпийский танец» состоялось 8 октября 2013 года на Красной площади.
28 октября 2013 года певица стала почётным факелоносцем Эстафеты Олимпийского огня в городе Пушкин.

## Дискография

### Альбомы
| Год  | Название              | Продолжительность |
| ---- | --------------------- | ----------------- |
| 2012 | «Танцуй, чтобы жить!» | 44:13             |

### Синглы
| Год  | Название трека                     | Альбом                                 |
| ---- | ---------------------------------- | -------------------------------------- |
| 2009 | «Танцуй, чтобы жить!»              | Танцуй, чтобы жить!                    |
| 2009 | «Дыши глубже»                      | Танцуй, чтобы жить!                    |
| 2009 | «Its Alright»                      | Танцуй, чтобы жить!                    |
| 2010 | «Осколки»                          | Танцуй, чтобы жить!                    |
| 2011 | «Прекрасная ложь»                  | Танцуй, чтобы жить!                    |
| 2011 | «Не убежать»                       | Танцуй, чтобы жить!                    |
| 2012 | «LA»                               | Танцуй, чтобы жить!                    |
| 2013 | «Куда приводят мечты»              | Мюзикл ChISo 4102                      |
| 2013 | «Hit the Red Light»                | TBA                                    |
| 2013 | «Олимпийский танец»                | Эстафета Олимпийского огня «Сочи 2014» |
| 2015 | «Танцуй, моя девочка»              | TBA                                    |
| 2021 | Белые цветы‍ (feat. Slider & Magnit) | TBA                                    |

## Клипография
| Год  | Клип                                   | Альбом              | Режиссёр                        |
| ---- | -------------------------------------- | ------------------- | ------------------------------- |
| 2010 | «Дыши глубже»                          | Танцуй, чтобы жить! | Андрей Сергеев                  |
| 2010 | «Осколки»                              | Танцуй, чтобы жить! | Алексей Дубровин                |
| 2011 | «Прекрасная ложь»                      | Танцуй, чтобы жить! | Алан Бадоев                     |
| 2012 | «Не убежать»                           | Танцуй, чтобы жить! | Алан Бадоев                     |
| 2012 | «It’s all right»                       | Танцуй, чтобы жить! | Максим Иксанов                  |
| 2012 | «Со мной по-другому нельзя!»           | Танцуй, чтобы жить! | Константин Черепков             |
| 2012 | «Прекрасная ложь» совместно с DJ Romeo | Танцуй, чтобы жить! | Алексей Трейман                 |
| 2013 | «LA»                                   | Танцуй, чтобы жить! | Алан Бадоев                     |
| 2013 | «Hit the Red Light»                    | TBA                 | Константин Черепков             |
| 2014 | «Самая яркая звезда»                   | TBA                 | Константин Черепков             |
| 2014 | «Олимпийский танец»                    | TBA                 | Евгений Камнев                  |
| 2015 | «High Enough»                          | TBA                 | Serghey Grey                    |
| 2016 | «Love Girl Peace»                      | TBA                 | Майкл Дамиан, Алексей Куприянов |
| 2016 | «Танцуй моя девочка»                   | TBA                 | Ирма Польских                   |